# Liverpool John Moores University
Liverpool John Moores University (zkracováno jako LJMU) je univerzita v anglickém Liverpoolu. Její historie sahá do roku 1823, kdy vznikla škola Liverpool Mechanics' School of Arts. Později byla sloučena s dalšími školami, přičemž od roku 1970 nesla název Liverpool Polytechnic a počínaje rokem 1992 má název Liverpool John Moores University. V sezóně 2016–2017 na univerzitě studovalo 22 445 lidí. Mezi absolventy školy patří například fotbalista Juan Carlos Osorio, maledivský prezident Mohamed Nasheed a gymnastka Beth Tweddle.